# Laguna Maxbal
Laguna Maxbal är en sjö i Guatemala.   Den ligger i departementet Departamento de Huehuetenango, i den västra delen av landet, 170 km nordväst om huvudstaden Guatemala City. Laguna Maxbal ligger 1 216 meter över havet. Arean är 0,47 kvadratkilometer. I omgivningarna runt Laguna Maxbal växer i huvudsak städsegrön lövskog. Den sträcker sig 1,0 kilometer i nord-sydlig riktning, och 1,1 kilometer i öst-västlig riktning.